# 弒婚遊戲
是一部於2019年上映的美國黑色喜劇恐怖片，由馬特·貝蒂內利-奧爾平和泰勒·吉列特執導，蓋·布西克和R·克里斯·墨菲編劇。故事以薩瑪拉·威明飾演的一名新婚新娘為主，主要敘述她配偶的家人將其作為「婚禮之夜儀式」的一部分。馬克·歐布萊恩飾演了她的的丈夫，亞當·布羅迪、亨利·科澤尼與安迪·麥杜維則作為他的家庭成員。
該片由福斯探照灯影业製作，最先於2019年7月27日登上加拿大奇幻影展舉行全球首映。華特迪士尼工作室電影排定2019年8月21日美國上映。

## 劇情
故事敘述年輕美麗的新娘葛蕾絲嫁入了豪門中，這本是場令人高興又夢幻的事，但未料男方家族卻在新婚當晚進行了一場「獵殺生存戰」的婚禮儀式。

## 演員
- 薩瑪拉·威明飾演葛蕾絲·李多馬
- 亞當·布羅迪飾演丹尼爾·李多馬
- 馬克·歐布萊恩（英语：Mark O'Brien (actor)）飾演艾利克斯·李多馬
- 亨利·科澤尼飾演東尼·李多馬
- 安迪·麥杜維飾演貝姬·李多馬
- 妮基·瓜達尼（英语：Nicky Guadagni）飾演海倫·李多馬
- 梅蘭妮·斯科洛凡諾飾演艾蜜莉·李多馬
- 伊莉絲·蕾維斯克（英语：Elyse Levesque）飾演雀兒蒂·李多馬
- 克里斯蒂安·布魯恩（英语：Kristian Bruun）飾演費奇·布萊德利
- 奈特·法松（英语：Nat Faxon）飾演賈斯汀的聲音

## 製作
2017年11月，宣布馬特·貝蒂內利-奧爾平和泰勒·吉列特將以蓋·布西克與R·克里斯·墨菲創作的劇本來執導電影《弒婚遊戲》。該片由特里普·文森、詹姆斯·范德比爾特、威廉·薛拉克及布萊德利·J·費雪製作。從2018年8月到10月，薩瑪拉·威明、安迪·麥杜維、亞當·布羅迪、馬克·歐布萊恩、梅蘭妮·斯科洛凡諾、亨利·科澤尼和伊莉絲·蕾維斯克相繼加入演出陣容。
主要拍攝始於2018年10月15日，並於該年11月19日在安大略省多倫多近處拍攝；取景地如卡萨罗马城堡、新寧公園、克萊爾維爾保護區，以及奧沙華的帕克伍德莊園。

## 發行
《弒婚遊戲》2019年7月27日登上加拿大奇幻影展舉行全球首映。該片於2019年8月21日美國上映。首支預告片於2019年6月17日發布。

## 迴響

### 評價
爛番茄基於190條評論，該片持有87%的新鮮度，平均得分為7.2 / 10；該網站共識：「聰明、顛覆、黑暗有趣，《弒婚遊戲》是一部令人賞心悅目的恐怖電影，帶有令人愉快的娛樂性。」而在Metacritic上則獲得63分（滿分100）。根據CinemaScore調查，觀眾的評價在A+至F間落於「B+」。
作家史蒂芬·金和R·L·斯坦，以及恐怖導演吉勒摩·戴托羅與麥可·道格堤均發表了他們對該片的賞識。

### 票房
在美國和加拿大，《弒婚遊戲》預計在首週末將達到約650萬美元的票房，而在為期五天的首映式上將達到800萬至1200萬美元。該片在2818家影院上映，這是福斯探照灯史上最廣泛的發行。該片在週三的第一天賺了190萬美元，其中包括週二晚上預售的73萬美元和第二天的110萬美元。《弒婚遊戲》在美國首週開盤達800萬美元（五天合計1100萬美元），位居當週票房排名第六。隔週，該片以590萬美元而位居當週票房排名五，僅下跌26%。

## 外部連結
- 互联网电影数据库（IMDb）上《弒婚遊戲》的资料（英文）